# Conte di Balfour
Conte di Balfour è un titolo nobiliare inglese nella Parìa del Regno Unito.

## Storia

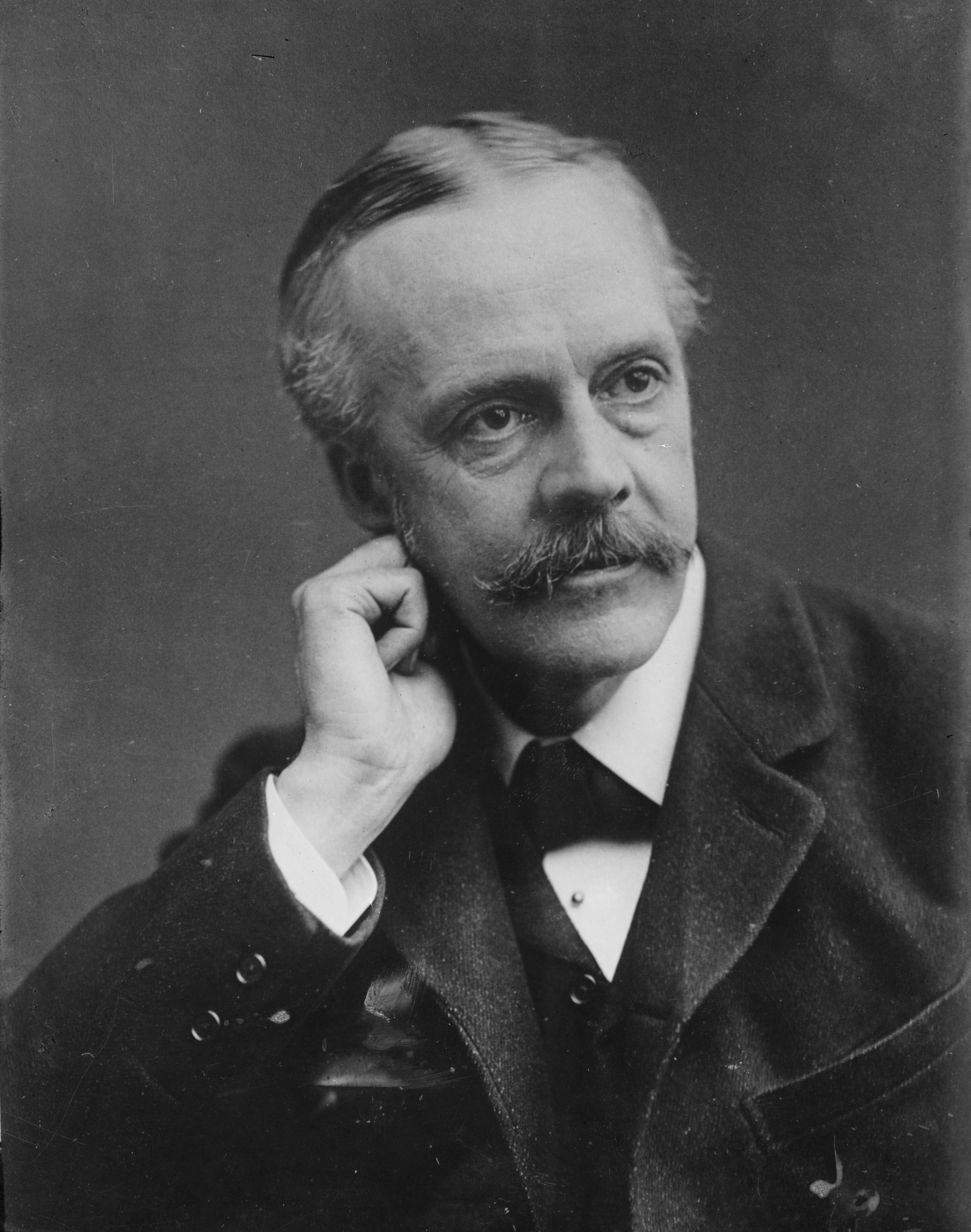
Arthur Balfour, I conte di Balfour

Il titolo venne creato nel 1922 per il politico conservatore Arthur Balfour, il quale fu primo ministro del Regno Unito dal 1902 al 1905 e Segretario degli Esteri dal 1916 al 1919. Balfour venne creato anche Visconte Traprain, di Whittingehame nella Contea di Haddington, nel contempo alla creazione della contea. Questi titoli vennero creati nella parìa del Regno Unito.
Balfour non si sposò mai e venne succeduto dal fratello minore Gerald, II conte. Questi fu anch'egli politico conservatore e prestò servizio come Capo Segretario per l'Irlanda, President of the Board of Trade e President of the Local Government Board. Questa linea della famiglia si estinse con la morte di suo nipote, il IV conte, nel 2003. Attualmente i titoli sono detenuti dal cugino di secondo grado dell'ultimo titolato, il V conte, padre della scrittrice lady Kinvara Balfour. Questi è nipote di Francis Cecil Campbell Balfour, nipote del I conte.
La sede di famiglia è Burpham Lodge, presso Arundel, nel Sussex.

## Conti di Balfour (1922)
- Arthur James Balfour, I conte di Balfour (1848–1930)
- Gerald William Balfour, II conte di Balfour (1853–1945)
- Robert Arthur Lytton Balfour, III conte di Balfour (1902–1968)
- Gerald Arthur James Balfour, IV conte di Balfour (1925–2003)
- Roderick Francis Arthur Balfour, V conte di Balfour (n. 1948)

L'erede presunto è il fratello dell'attuale detentore del titolo, Charles George Yule Balfour (n. 1951).